# Gustav von Kahr
Gustav Kahr (od roku 1911 rytíř von Kahr; 29. listopadu 1862 Weißenburg in Bayern – 30. června 1934 koncentrační tábor Dachau) byl německý právník a pravicový politik. V letech 1917 až 1924 byl vládním prezidentem (Regierungspräsident) Horního Bavorska. Od března 1920 do září 1921 působil jako bavorský předseda vlády a ministr zahraničí. Od září 1923 do února 1924 byl bavorským státním generálním komisařem s diktátorskými pravomocemi. Na podzim roku 1923 se otevřeně postavil proti německé vládě, ale zároveň přispěl k potlačení Hitlerova pivního puče. V letech 1924 až 1930 byl předsedou bavorského správního soudu. Byl zavražděn nacisty v koncentračním táboře Dachau v rámci noci dlouhých nožů.